# Trachelospermum
Trachelospermum Lem., 1851 è un genere di piante della famiglia delle Apocinacee che raggruppa specie arbustive rampicanti sempreverdi, originarie dell'Asia.

## Descrizione
Esse hanno fusti flessibili e sottili, lunghi 12 m ed oltre, di colore verde o verde-rossastro, foglie opposte, lucenti e cuoiose, di colore verde scuro, e fiori piccoli, di colore bianco o giallo pallido o porpora, appiattiti a stella, con 5 petali uniti insieme alla base,  molto profumati e raggruppati in cime.

## Tassonomia
Il genere comprende le seguenti specie:
- Trachelospermum asiaticum (Siebold & Zucc.) Nakai
- Trachelospermum assamense Woodson
- Trachelospermum axillare Hook.f.
- Trachelospermum brevistylum Hand.-Mazz.
- Trachelospermum dunnii (H.Lév.) H.Lév.
- Trachelospermum inflatum (Blume) Pierre ex Pichon
- Trachelospermum jasminoides (Lindl.) Lem.
- Trachelospermum lucidum (D.Don) K.Schum.
- Trachelospermum tulinense S.S.Ying
- Trachelospermum vanoverberghii Merr.